# Województwo kieleckie (II Rzeczpospolita)

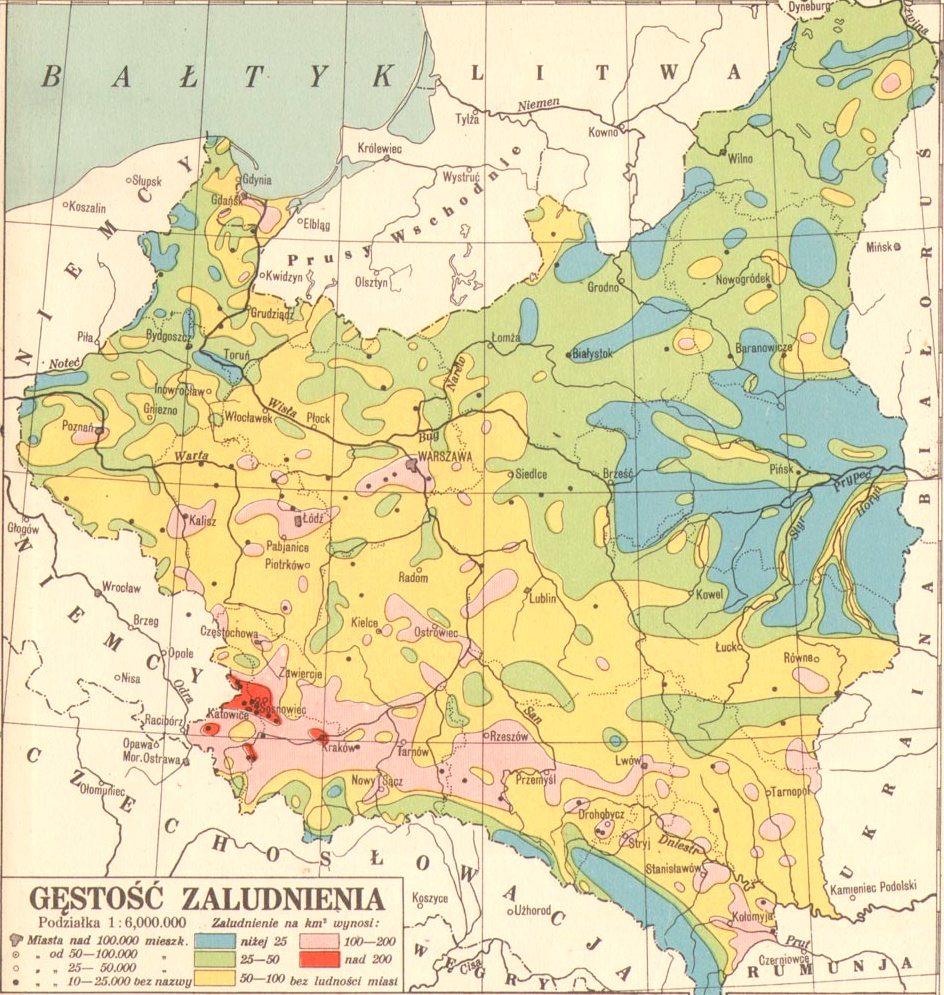
Polska, gęstość zaludnienia, 1931

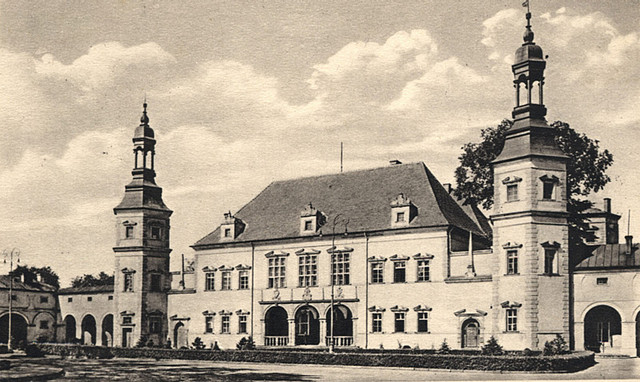
Pałac Biskupów Krakowskich w Kielcach

Województwo kieleckie – województwo II Rzeczypospolitej, utworzone 14 sierpnia 1919 na mocy ustawy tymczasowej o organizacji władz administracyjnych II instancji. Stolicą województwa były Kielce. W skład województwa weszły ziemie dawnej guberni kieleckiej i guberni radomskiej wraz z Zagłębiem Dąbrowskim i powiatem częstochowskim z dawnej guberni piotrkowskiej.
Województwo było początkowo podzielone na 16 powiatów ziemskich: będziński, częstochowski, iłżecki (z siedzibą w Wierzbniku), jędrzejowski, kielecki, konecki, kozienicki, miechowski, olkuski, opatowski, opoczyński, pińczowski, radomski, sandomierski, stopnicki (z siedzibą w Busku) oraz włoszczowski. Poza stadium przygotowawcze nie wyszły projekty utworzenia powiatu skarżyskiego. Sąsiadowało z województwami: warszawskim, łódzkim, krakowskim, lubelskim, lwowskim i śląskim, a także na niewielkim odcinku graniczyło z Niemcami.
Według spisu z 1921 województwo kieleckie miało 2 535 898 mieszkańców. Gęstość zaludnienia przy obszarze 25 741 km² wynosiła 98,5 mieszkańców na km². Było to jedno z województw rdzennie polskich, liczyło 91,3% ludności polskiej i 8,5% żydowskiej. 87,6% mieszkańców było wyznania rzymskokatolickiego, 11,9% wyznania mojżeszowego.
12 kwietnia 1928 r. utworzono powiaty grodzkie: Częstochowę i Sosnowiec, a 18 maja 1932 r. Radom. 1 stycznia 1927 r. powstał powiat zawierciański. Województwo miało obszar 25 736 km² i 1 858 700 mieszkańców.
Na mocy ustawy z 9 kwietnia 1938 granice województwa zostały zmienione. Powiaty opoczyński i konecki przeniesiono do województwa łódzkiego. W nowych granicach (od 1 kwietnia 1939 r.) województwo kieleckie miało 2 024 500 mieszkańców.
Podczas II wojny światowej na terenie województwa działał polski ruch oporu.

## Demografia[3]
Liczba ludności (dane z 9 grudnia 1931):
|        | Ogółem    | Ogółem | Kobiety   | Kobiety | Mężczyźni | Mężczyźni |
| osób   | %         | osób   | %         | osób    | %         |           |
| ------ | --------- | ------ | --------- | ------- | --------- | --------- |
| Ogółem | 2 935 697 | 100    | 1 503 268 | 51,21   | 1 432 429 | 48,79     |
| Miasto | 749 972   | 25,55  | 392 055   | 13,35   | 357 917   | 12,19     |
| Wieś   | 2 185 725 | 74,45  | 1 111 213 | 37,85   | 1 074 512 | 36,60     |

▶Wieś vs ▶miasto
Ogółem (▶k, ▶m)
Miasto (▶k, ▶m)
Wieś (▶k, ▶m)

### Struktura etniczno-religijna
W roku 1921 województwo było zamieszkane przez 2 535 781 osób.
Podział ludności według narodowości:
- Polacy 2 314 262 (91,26%)
- Żydzi 215 360 (8,49%)
- inni 6 152 (0,24%)

Podział ludności według wyznania:
- rzymskokatolickie 2 220 902 (87,58%)
- mojżeszowe 300 489 (11,85%)
- inne 14 151 (0,56%)

## Wojewodowie kieleccy w II Rzeczypospolitej
- Stanisław Pękosławski (19 listopada 1919 – 31 maja 1923)
- Adam Kroebl (1 lipca 1923 – 31 sierpnia 1923) (p.o.)
- Mieczysław Bilski (1 września 1923 – 6 maja 1924)
- Ignacy Manteuffel (24 maja 1924 – 17 sierpnia 1927)
- Adam Kroebl (20 sierpnia 1927 – 20 października 1927) (p.o.)
- Władysław Korsak (21 października 1927 – 28 lutego 1930)
- Jerzy Paciorkowski (18 lutego 1930 – 15 maja 1934)
- Stanisław Jarecki (17 maja 1934 – 9 lipca 1934) (p.o.)
- Władysław Dziadosz (9 lipca 1934 – wrzesień 1939)

Wicewojewodowie
- Mieczysław Seydlitz (od września 1934 do lutego 1937)